# Dagoba
I Dagoba sono una band Industrial/Groove metal di Marsiglia(Francia), nata nel 1997.

## Storia
Dopo molti cambi di formazione, Franky Costanza si unì alla band a metà del 1998, mentre Werther, Izakar e Stephan si unirono alla band nel 1999.
Nel 2001, i Dagoba firmarono con Enternote Records e registrarono il loro primo EP, Release the Fury, in formato digipak e accompagnato da un video per "Rush". Distribuito da Edel/Sony, Release the Fury ricevette recensioni positive.
Nel marzo 2003, i Dagoba pubblicarono il loro primo album omonimo. Il sound della band era cambiato da Release the Fury. Dopo che Stephan lasciò la band, i Dagoba continuarono a suonare come quartetto e diedero i diritti di distribuzione alla EMI. Seguirono l'uscita dell'album con un tour europeo di successo. Il tour includeva l'apertura per artisti come Samael[1] e un periodo da headliner in tutta la Francia.[2]
Nel febbraio 2006, dopo due anni, i Dagoba pubblicarono What Hell Is About, prodotto da Tue Madsen. Molto diverso dall'ultimo album, What Hell Is About era più cupo, con un sound più gotico. Simen Hestnæs, ex membro dei Dimmu Borgir, Borknagar e Arcturus, ha cantato come ospite in due canzoni. Dopo l'uscita dell'album, i Dagoba sono andati in tour in Europa, aprendo per artisti del calibro di Machine Head, Metallica e hanno completato un tour continentale con In Flames e Sepultura.[3] Hanno anche partecipato a Summerbreeze 2007[4] e With Full Force 2007.[5]
Hanno cominciato a riscuotere un buon successo grazie all'album What Hell is About del 2006, che li ha portati ad aprire per In Flames e Sepultura nel loro tour europeo e ad esibirsi al Metal Camp, per le canzoni "It's All About Time" e "the white guy (suicide)" hanno collaborato con il cantante dei Borknagar e bassista, secondo cantante dei Dimmu Borgir ICS Vortex, (come prima citato).
Il terzo album dei Dagoba, Face the Colossus, prodotto anch'esso da Tue Madsen, è stato pubblicato il 29 settembre 2008 tramite Season of Mist. Il quarto album dei Dagoba, Poseidon, è uscito il 30 agosto 2010. Il quinto album dei Dagoba, Post Mortem Nihil Est, è uscito il 27 maggio 2013. Il sesto album dei Dagoba, Tales of the Black Dawn, è uscito il 16 giugno 2015.
Dagoba all'Hellfest 2009
Il settimo album dei Dagoba, Black Nova, è uscito il 25 agosto 2017. È stato prodotto da Jacob Hansen (Epica, Volbeat, ecc.) in Danimarca. La band ha firmato con Century Media Records per una distribuzione mondiale dell'album pubblicato su Sony Music/Epic Jive. La band ha seguito l'uscita con il loro primo tour in Giappone. Hanno anche preso parte al tour europeo con Kreator e Vader nel gennaio 2018.
L'ottavo album in studio dei Dagoba, e il loro primo in cinque anni, By Night è uscito il 18 febbraio 2022 e successivamente Different Breed nel 2024.

## Formazione

### Formazione attuale
- Pierre "Shawter" Maille (1997 – presente) - voce
- Theo Gendron (2021-present) - batteria
- Richard De Mello (2017 - presente) - chitarra
- Kawa Koshigero (2021-presente) - basso

### Ex componenti
- Franky Costanza (1998–2016) - batteria
- S.T. (1999–2002) - chitarra
- Jean-Pierre "Izakar" Isnard – guitar, backing vocals (1999–2012) - chitarra
- Werther Ytier, backing vocals (1999–2021) - basso
- Yves "Z" Terzibachian, backing vocals (2012–2016) - chitarra
- Jean-Laurent "JL" Ducroiset, backing vocals (2016–2017) - chitarra
- Nicolas Bastos (2016-2021) - batteria

## Discografia

### Album in studio
- 2003 - Dagoba
- 2006 - What Hell is About
- 2008 - Face the Colossus
- 2010 - Poseidon
- 2013 - Post Mortem Nihil Est
- 2015 - Tales of the Black Dawn
- 2017 - Black Nova
- 2022 - By Night
- 2024 - Different Breed

### EP
- 1999 - Time 2 Go (Demo)
- 1999 - Two Men Later (Demo)
- 2001 - Release the Fury (LP)
- 2014 - Hellfest MMXIV (live album)